# Albaro

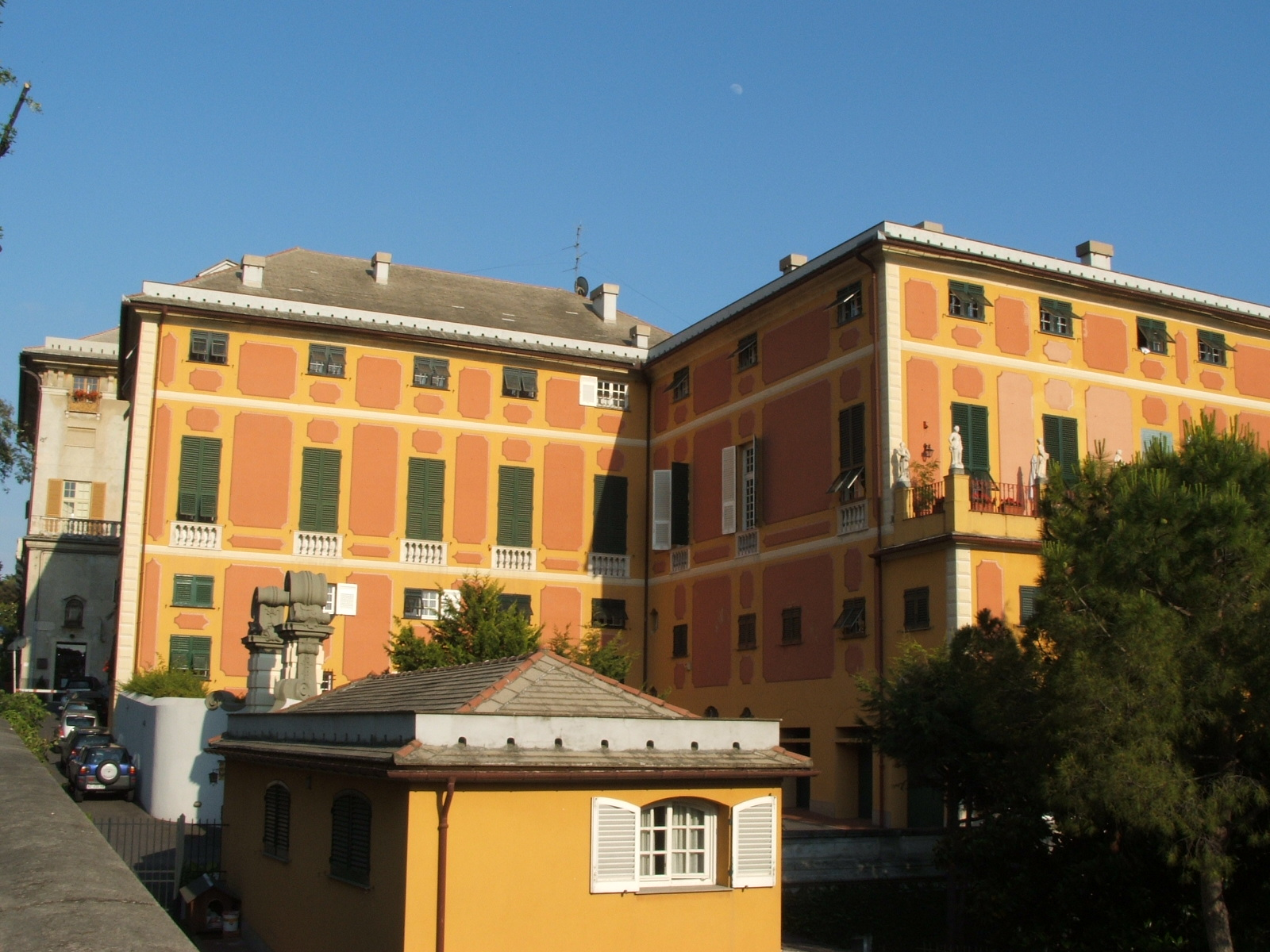
Villa Saluzzo Mongiardino in Albaro

Albaro ist ein elegantes Wohnviertel in der italienischen Hafenstadt Genua, östlich von dessen Zentrum am Fluss Bisagno gelegen. Das Territorium des Viertels ist das der im Jahr 1873 Genua angegliederten Kommune San Francesco d’Albaro.
Bis ins 18. Jahrhundert war Albaro der klassische Urlaubsort der wohlhabenden Einwohner von Genua, die hier den Sommer verbrachten. Mit der Eingliederung in die ligurische Hauptstadt erfuhr das Viertel tiefgreifende Strukturveränderungen, die es im Groß Genua der Faschisten zu einem der renommiertesten Wohnvierteln machten.
Albaro gehört zum Municipio VIII Medio Levante. Ortsteile des Viertels selbst sind Albaro, Boccadasse, Lido, San Giuliano und Puggia, die zusammen eine Einwohnerzahl von 28.963 erreichen.